# Bauhinia pyrrhoclada
Bauhinia pyrrhoclada är en ärtväxtart som beskrevs av Emmanuel Drake del Castillo. Bauhinia pyrrhoclada ingår i släktet Bauhinia och familjen ärtväxter. Inga underarter finns listade i Catalogue of Life.